# Llaneros de Toa Baja 2018
Questa voce raccoglie le informazioni riguardanti i Llaneros de Toa Baja nelle competizioni ufficiali della stagione 2018.

## Organigramma societario
Area direttiva
- Presidente: Lillian Gordo

Area tecnica
- Primo allenatore: Gerardo de Jesús (fino a giugno), David Alemán (da giugno)

## Rosa
| N° | Nome              | Ruolo | Data di nascita  | Nazionalità sportiva |
| -- | ----------------- | ----- | ---------------- | -------------------- |
| 1  | Fabián Rohena     | C     | 5 gennaio 1994   | Porto Rico           |
| 2  | David Menéndez    | C     | 22 febbraio 1988 | Porto Rico           |
| 3  | Pedro Nieves      | C     | 29 giugno 1993   | Porto Rico           |
| 4  | Dennis Del Valle  | L     | 27 gennaio 1989  | Porto Rico           |
| 5  | Alexander Robles  | S     | 22 ottobre 1989  | Porto Rico           |
| 6  | Josué Rivera      | S     | 14 aprile 1992   | Porto Rico           |
| 7  | Kevin López       | S     | 24 aprile 1995   | Porto Rico           |
| 8  | Jan Solivan       | C     | 25 febbraio 1998 | Porto Rico           |
| 9  | Emmanuel Arroyo   | P     | -                | Porto Rico           |
| 10 | Nesty Solivan     | S     | 11 dicembre 1996 | Porto Rico           |
| 11 | Juan Miguel Ruiz  | P     | 24 aprile 1981   | Porto Rico           |
| 12 | Pedro Pastrana    | O     | -                | Porto Rico           |
| 13 | Wilfredo Rivera   | L     | 5 febbraio 1998  | Porto Rico           |
| 14 | Jorge Mencía      | O     | 14 aprile 1990   | Porto Rico           |
| 16 | Sirianis Méndez   | S     | 14 marzo 1983    | Porto Rico           |
| 17 | Jean Carlos Ortíz | O     | 23 febbraio 1988 | Porto Rico           |

## Mercato
| Acquisti | Acquisti          | Acquisti             | Acquisti   |
| R.       | Nome              | da                   | Modalità   |
| -------- | ----------------- | -------------------- | ---------- |
| C        | Fabián Rohena     | Gigantes de Carolina | definitivo |
| C        | David Menéndez    | Capitanes de Arecibo | definitivo |
| C        | Pedro Nieves      | Panachaïkī           | definitivo |
| L        | Dennis Del Valle  | Losanna UC           | definitivo |
| S        | Alexander Robles  | Mets de Guaynabo     | definitivo |
| S        | Josué Rivera      | Gigantes de Carolina | definitivo |
| S        | Kevin López       | Gigantes de Carolina | definitivo |
| C        | Jan Solivan       | Caguas               | definitivo |
| P        | Emmanuel Arroyo   | Universidad del Este | definitivo |
| S        | Nesty Solivan     | Caguas               | definitivo |
| P        | Juan Miguel Ruiz  | Indios de Mayagüez   | definitivo |
| O        | Pedro Pastrana    | AVOLI                | definitivo |
| L        | Wilfredo Rivera   | Sagrado Corazón      | definitivo |
| O        | Jean Carlos Ortíz | Gigantes de Carolina | definitivo |
| O        | Jorge Mencía      | Tokat                | definitivo |
| S        | Sirianis Méndez   | Zahra                | definitivo |

| Cessioni | Cessioni | Cessioni | Cessioni |
| R. | Nome     | a        | Modalità |
| --- | -------- | -------- | -------- |
| Non sono avvenuti movimenti di mercato in uscita perché la società è stata inattiva nella stagione precedente |          |          |          |

## Risultati

### LVSM

#### Regular season
| 1ª giornata - 18 maggio 2018 Coliseo Gelito Ortega, Naranjito      | Changos de Naranjito | 1 - 3 | Llaneros de Toa Baja | [ 2 ]                             |
| 2ª giornata - 20 maggio 2018 Coliseo Rafael Llull Pérez, Adjuntas  | Gigantes de Adjuntas | 3 - 0 | Llaneros de Toa Baja | [ 2 ]                             |
| 3ª giornata - 23 maggio 2018 Coliseo Antonio R. Barceló, Toa Baja  | Llaneros de Toa Baja | 1 - 3 | Gigantes de Adjuntas | [ 2 ]                             |
| 4ª giornata - 24 maggio 2018 Coliseo Raúl "Pipote" Oliveras, Yauco | Cafeteros de Yauco   | 1 - 3 | Llaneros de Toa Baja | 25-21, 19-25, 23-25, 17-25        |
| 5ª giornata - 26 maggio 2018 Coliseo Antonio R. Barceló, Toa Baja  | Llaneros de Toa Baja | 0 - 3 | Mets de Guaynabo     | 23-25, 22-25, 18-25               |
| 6ª giornata - 2 giugno 2018 Coliseo Raúl "Pipote" Oliveras, Yauco  | Cafeteros de Yauco   | 0 - 3 | Llaneros de Toa Baja | 19-25, 20-25, 21-25               |
| 7ª giornata - 3 giugno 2018 Coliseo Mario Morales, Guaynabo        | Mets de Guaynabo     | 1 - 3 | Llaneros de Toa Baja | 13-25, 18-25, 25-23, 18-25        |
| 8ª giornata - 8 giugno 2018 Coliseo Antonio R. Barceló, Toa Baja   | Llaneros de Toa Baja | 2 - 3 | Changos de Naranjito | 25-21, 25-17, 21-25, 19-25, 13-15 |
| 9ª giornata - 10 giugno 2018 Coliseo Rafael Llull Pérez, Adjuntas  | Gigantes de Adjuntas | 3 - 1 | Llaneros de Toa Baja | 25-23, 22-25, 25-20, 25-16        |
| 10ª giornata - 15 giugno 2018 Coliseo Antonio R. Barceló, Toa Baja | Llaneros de Toa Baja | 3 - 1 | Gigantes de Adjuntas | 25-17, 23-25, 25-16, 25-18        |
| 11ª giornata - 17 giugno 2018 Coliseo Antonio R. Barceló, Toa Baja | Llaneros de Toa Baja | 3 - 0 | Cafeteros de Yauco   | 25-19, 25-18, 25-22               |
| 12ª giornata - 22 giugno 2018 Coliseo Mario Morales, Guaynabo      | Mets de Guaynabo     | 0 - 3 | Llaneros de Toa Baja | 23-25, 17-25, 16-25               |
| 13ª giornata - 24 giugno 2018 Coliseo Antonio R. Barceló, Toa Baja | Llaneros de Toa Baja | 3 - 1 | Changos de Naranjito | 25-16, 25-20, 21-25, 25-15        |
| 14ª giornata - 28 giugno 2018 Coliseo Antonio R. Barceló, Toa Baja | Llaneros de Toa Baja | 3 - 0 | Mets de Guaynabo     | 25-23, 30-28, 25-22               |
| 15ª giornata - 30 giugno 2018 Coliseo Gelito Ortega, Naranjito     | Changos de Naranjito | 0 - 3 | Llaneros de Toa Baja | 17-25, 16-25, 23-25               |
| 16ª giornata - 3 luglio 2018 Coliseo Antonio R. Barceló, Toa Baja  | Llaneros de Toa Baja | 3 - 0 | Cafeteros de Yauco   | 25-12, 25-20, 25-18               |

#### Play-off
| Semifinali (gara 1) - 7 luglio 2018 Coliseo Antonio R. Barceló, Toa Baja  | Llaneros de Toa Baja | 3 - 0 | Gigantes de Adjuntas | 25-21, 25-20, 25-23               |
| Semifinali (gara 2) - 11 luglio 2018 Coliseo Rafael Llull Pérez, Adjuntas | Gigantes de Adjuntas | 3 - 2 | Llaneros de Toa Baja | 23-25, 17-25, 25-22, 25-21, 15-10 |
| Semifinali (gara 3) - 12 luglio 2018 Coliseo Antonio R. Barceló, Toa Baja | Llaneros de Toa Baja | 2 - 3 | Gigantes de Adjuntas | 25-22, 25-22, 26-28, 21-25, 12-15 |
| Semifinali (gara 4) - 14 luglio 2018 Coliseo Rafael Llull Pérez, Adjuntas | Gigantes de Adjuntas | 3 - 1 | Llaneros de Toa Baja | 29-27, 25-23, 13-25, 25-23        |
| Semifinali (gara 5) - 15 luglio 2018 Coliseo Antonio R. Barceló, Toa Baja | Llaneros de Toa Baja | 1 - 3 | Gigantes de Adjuntas | 23-25, 26-28, 25-19, 23-25        |

## Statistiche

### Statistiche di squadra
| Competizione | Punti | In casa | In casa | In casa | In trasferta | In trasferta | In trasferta | Totale | Totale | Totale |
| Competizione | Punti | G       | V       | P       | G            | V            | P            | G      | V      | P      |
| ------------ | ----- | ------- | ------- | ------- | ------------ | ------------ | ------------ | ------ | ------ | ------ |
| LVSM         | 34    | 11      | 6       | 5       | 10           | 6            | 4            | 21     | 12     | 9      |
| Totale       | -     | 11      | 6       | 5       | 10           | 6            | 4            | 21     | 12     | 9      |

G = partite giocate; V = partite vinte; P = partite perse